# Constantin Mésopotamitès
Constantin Mésopotamitès (en grec : Κωνσταντῖνος Μεσοποταμίτης) était un haut fonctionnaire byzantin et l'équivalent du Premier ministre des empereurs Isaac II Ange et Alexis III Ange, de 1193 à sa chute à l'été 1197. Il était aussi l'archevêque de Thessalonique aux alentours de 1197 jusqu'en 1227. Toutefois, il dut s'exiler entre 1204 et 1224 quand la cité fut occupée par les Croisés. Quand il revint dans la ville, il refusa de couronner Théodore Ier Ange Doukas Comnène comme empereur et il repartie en exil de son propre chef. Il fut aussi le collègue et le correspondant de Nicétas Choniatès et il pourrait avoir commandé certains de ses travaux.

## Biographie
La famille de Constantin, les Mesopotamitai, apparaît à la fin du XIe siècle et est originaire soit de Mésopotamos (aujourd'hui en Albanie) ou d'un autre lieu appelé Mesopotamia. L'un des premiers postes de Constantin est celui d'ambassadeur auprès de la république de Gênes vers 1189, avec pour mission de négocier un traité. Quand Mesopotamites revient à Constantinople avec son homologue génois, Simone Bufferio, pour ratifier le traité, il apparaît qu'il a outrepassé sa mission, ce qui entraîne une interruption temporaire des négociations.

### Carrière sous Isaac II
En 1193, en dépit de sa grande jeunesse (son collègue et historien Nicétas Choniatès se réfère à lui avec dérision comme « un petit garçon, ayant quitté la plume et l'encre [l'école] il y a moins d'un an »), il est choisi par Isaac II Ange pour succéder à Théodore Kastamonitès, son oncle maternel et principal ministre, qui est mort à la suite d'une attaque. Il détient le rang d' epi tou kanikleiou (gardien de l'encrier impérial) et il parvient rapidement à exercer pleinement son influence sur l'empereur. Selon Choniatès, il exerce le pouvoir avec plus encore de latitude que son prédécesseur et le chroniqueur est particulièrement critique de la faiblesse d'Isaac à son égard. L'historien Charles Brand estime qu'il dispose d'une « combinaison d'ingéniosité et de ruse, avec une réelle aptitude à diriger les affaires »,. Au cours de cette période, Mésopotamitès est aussi le destinataire d'une eulogie de Nicéphore Chrysoberge.
La mainmise de Mésopotamitès sur l'administration est garantie par une mise à l'écart de l'empereur des affaires publiques. Cela concerne aussi la conduite de grandes campagnes, un exercice qu'Isaac apprécie pourtant particulièrement. A l'image de Kastaminotès, il entreprend avec succès d'exclure la cour et les nobles de l'exercice du pouvoir. De ce fait, il fait l'objet d'une haine croissante de l'aristocratie qui commence à comploter. Dans ce contexte, ce ressentiment trouve un exutoire en la personne d'Alexis III Ange, le frère aîné d'Isaac. En 1195, il s'empare du trône avec le soutien de l'aristocratie. Isaac est pourchassé, capturé, aveuglé puis confiné dans un palais proche de la Corne d'Or.

### Carrière sous Alexis III
Parmi les premiers actes du nouvel empereur figure la mise à l'écart de Mésopotamitès. Toutefois, alors que le régime commence rapidement à présenter des basculer vers une corruption généralisée et une dilapidation de l'argent public, l'impératrice Euphrosyne Doukas intervient et garantit le retour à son poste de Constantin probablement à la fin de l'année 1195,. À son retour comme epi tou kanikleiou, Mésopotamitès obtient rapidement autant de pouvoir que sous Isaac. Les courtisans aristocrates, dont le beau-fils de l'empereur Andronic Kontostéphanos et le frère de l'impératrice Basile Kamatéros, perdent leur influence alors que Mésopotamitès apparaît, aux yeux d'Alexis, comme « la corne d'abondance et un modèle de vertus ». Néanmoins, le récit de Choniatès suggère qu'il est effectivement efficace dans l'amélioration du fonctionnement de l'administration au cours de ce « second mandat »,.
Durant l'été 1196, Kamatéros et Kontostéphanos, qui ne peuvent attaquer directement Constantin Mésopotamitès, accusent l'impératrice d'infidélité avec un certain Vatatzès, un fils adoptif d'Alexis III. L'empereur ordonne d'exécuter Vatatzès tandis que, deux mois plus tard, l'impératrice est bannie au monastère de Némataréa,. Toutefois, son exil est impopulaire auprès de la population. Ses parents et ses partisans, Mésopotamitès en tête, obtiennent son pardon après six mois, en mars 1997. Elle retrouve rapidement son influence sur son mari et, aux côtés de Constantin Mésopotamitès, se tient au sommet du pouvoir,. Comme Choniatès l'écrit, Constantin estime désormais que le titre de epi tou kanikleiou est insuffisant. Il désire être élevé du rang ecclésiastique de lecteur à celui de diacre. Il y parvient et c'est le patriarche Georges II Xiphilin qui dirige la cérémonie, Mésopotamitès bénéficiant de la primauté sur l'ensemble des diacres. En outre, il bénéficie d'une dérogation qui lui permet de continuer à servir dans l'administration civile, ce qui est normalement intervient aux ecclésiastiques,.
La position de Mésopotamitès est alors toute puissante. À l'image de ce que met en avant Choniatès, il fait en sorte d'avoir « l'église dans sa main gauche et le palais dans sa main droite ». Ses nouvelles obligations ecclésiastiques le contraignent à s'éloigner de l'empereur mais il tente de garantir sa place en installant ses deux frères au palais pour tenir ses rivaux à l'écart d'Alexis,. Toutefois, comme l'affirme Choniatès, il est arrivé si haut qu'il ne peut que chuter. Peu après son élévation au diaconat, il est promu archevêque de Thessalonique. Il doit alors quitter Constantinople pour cette cité, le temps de sa consécration. Néanmoins, ses rivaux profitent de cette fenêtre d'opportunité. Ils sont alors dirigés par le mégaduc Michel Stryphnos, le principal rival de Mésopotamitès en raison de sa corruption et de son détournement de fonds publics. Cette coterie parvient à persuader Alexis III de le congédier de toutes ses fonctions civiles. Ses frères sont aussi mis à l'écart et le poste d' epi tou kanikleiou passe à Théodore Eirenikos. Le patriarche ne tarde pas non plus à lancer des accusations contre Constantin (elles seraient manifestement injustes, piètres et manqueraient de substance selon Choniatès), ce qui entraîne son renvoi de ses fonctions ecclésiastiques,,. L'archevêché de Thessalonique est récupéré par Jean Chrysanthos mais Mésopotamitès parvient assez vite à s'y rétablir, y demeurant jusqu'à la Quatrième Croisade en 1204.

### Vie ultérieure
Au cours de son exil, Constantin Mésopotamitès est capturé par des pirates avant de trouver refuge dans le despotat d'Épire, fondé par Michel Ier Doukas. Il revient à Thessalonique quand la ville est reprise par Théodore Comnène Doukas en 1224. Cependant, quand celui-ci réclame d'être couronné empereur, Mésopotamitès refuse, par loyauté envers le patriarcat de Constantinople exilé au sein de l'Empire de Nicée. De ce fait, il repart pour un nouvel exil, cette fois-ci volontaire. Théodore est finalement couronné par l'archevêque d'Ohrid Dèmètrios Chomatenos,. Le siège de l'archevêque de Thessalonique semble être resté vacant pendant quelque temps après 1227, jusqu'à l'installation d'un évêque bulgare après 1230. Cela fait suite à la mainmise du Second Empire bulgare sur les vestiges de l'Empire de Thessalonique, après la défaite et la capture de Théodore lors de la bataille de Klokotnica.
Constantin Mésopotamitès maintient aussi une correspondance avec Choniatès après 1204. De leurs lettres ainsi que des mentions de Mésopotamitès dans l' Histoire de Choniatès, il apparaît qu'ils étaient proches et que Mésopotamitès fut une des sources du travail historique de Nicétas Choniatès. En effet, Mésopotamitès est le détenteur de la Panoplie dogmatique de Choniatès ainsi que le récipiendaire  de la première version de l' Histoire, ce qui explique pourquoi il est rarement mentionné par son nom et pourquoi les rudes critiques des versions ultérieures sont absentes.